# Nicholas Siega
Nicholas Siega (Novara, 25 febbraio 1991) è un calciatore italiano, ala o centrocampista svincolato.

## Caratteristiche tecniche
Può essere utilizzato sia in attacco come ala sia a centrocampo come esterno o mezz'ala.

## Carriera

### Inizi e Vigevano
Inizia nel settore giovanile dell'Atalanta, dove rimane fino al 2009, quando passa in prestito al Vigevano, in Serie D. Disputa 31 gare, segnando 8 reti e termina 13º in campionato, salvandosi senza passare per i play-out.

### Casale
Nell'estate 2010 va ancora in prestito, salendo in Lega Pro Seconda Divisione, al Casale. Debutta con i nerostellati alla 4ª di campionato, il 19 settembre, perdendo per 2-0 sul campo della Tritium. Segna la sua prima rete il 17 ottobre, nell'1-1 esterno contro la Sanremese dell'8º turno di Seconda Divisione. Acquistato a titolo definitivo nel 2011, rimane a Casale Monferrato 3 stagioni, nelle quali colleziona più di 89 presenze e 12 gol, arrivando 10º, 4º con eliminazione ai play-off da parte della Virtus Entella e 17º, con conseguente retrocessione in Serie D.

### Pro Patria
Nella stagione 2013-2014 ritorna in Lombardia, firmando con la Pro Patria, in Lega Pro Prima Divisione. Esordisce il 10 agosto 2013, nel 2º turno di Coppa Italia, rimanendo in campo 110 minuti nella sconfitta per 4-2 d.t.s. contro lo Spezia in trasferta. La prima in campionato la gioca invece il 1º settembre, titolare nella gara interna persa per 2-1 con la Cremonese della 1ª giornata. Segna le sue uniche reti con la squadra di Busto Arsizio il 27 aprile 2014, alla 29ª di Prima Divisione, aprendo e chiudendo le marcature al 9' e al 73' nel successo in trasferta per 3-1 contro il Pavia. Chiude con 28 gare giocate e 2 reti, terminando 13º in classifica.

### Reggiana
Con la nascita della nuova Lega Pro unificata si trasferisce alla Reggiana, debuttando il 7 agosto 2014 nella fase a gironi di Coppa Italia Lega Pro, partendo dal 1' e segnando la rete della vittoria all' 83' nell'1-0 sul campo del Pro Piacenza. Esordisce in campionato il 1º settembre, alla 1ª giornata, titolare nella sconfitta per 1-0 in trasferta contro il Forlì. Va a segno in Lega Pro per la prima volta nell'8º turno, l'11 ottobre, segnando al 35' il gol vittoria nel successo per 1-0 sul campo del Santarcangelo. A Reggio Emilia resta 2 stagioni, con 75 presenze e 15 gol, arrivando 3º con eliminazione in semifinale play-off contro il Bassano Virtus e 7º.

### Vicenza
Arriva in Serie B nell'estate 2016, con il Vicenza, esordendo in biancorosso il 7 agosto, nel 2º turno di Coppa Italia in casa contro la Casertana, titolare nella vittoria per 4-2 nella quale rimedia un cartellino rosso al 91'. Il 27 agosto debutta tra i cadetti, nel 1º turno, in casa contro il Carpi, giocando dal 1' e perdendo per 2-0. Trova l'unica marcatura con i vicentini il 1º ottobre, alla 7ª di Serie B, segnando al 47' il momentaneo 2-1 nella sconfitta per 4-1 sul campo della Virtus Entella. Finisce la stagione con 20 gare giocate e 1 rete, chiudendo 20º in classifica, retrocedendo così in Serie C.

### Cittadella
Rimane in Serie B e in Veneto anche la stagione successiva, passando al Cittadella. Debutta il 6 agosto 2017, nel 2º turno di Coppa Italia in casa contro l'AlbinoLeffe, titolare nella vittoria per 2-1. Il 26 agosto trova l'esordio anche in campionato, partendo dal 1' nel 3-2 interno sull'Ascoli della 1ª giornata, nel quale realizza anche una rete, quella del 3-1 al 44', con la gara conclusasi poi 3-2.

### Pisa
Il 14 giugno 2019, a scadenza di contratto con il Cittadella, si trasferisce a titolo definitivo al Pisa. Il suo primo gol con i toscani arriva il 27 luglio 2020, decidendo la sfida con l'Ascoli.

### Südtirol
Il 29 luglio 2022 viene ceduto al Südtirol.

## Statistiche

### Presenze e reti nei club
Statistiche aggiornate al 7 maggio 2025.
| Stagione          | Squadra           | Campionato        | Campionato | Campionato | Coppe nazionali | Coppe nazionali | Coppe nazionali | Coppe continentali | Coppe continentali | Coppe continentali | Altre coppe | Altre coppe | Altre coppe | Totale | Totale | Totale |
| Stagione          | Squadra           | Comp              | Pres       | Reti       | Comp            | Pres            | Reti            | Comp               | Pres               | Reti               | Comp        | Pres        | Reti        | Pres   | Reti   |        |
| ----------------- | ----------------- | ----------------- | ---------- | ---------- | --------------- | --------------- | --------------- | ------------------ | ------------------ | ------------------ | ----------- | ----------- | ----------- | ------ | ------ | ------ |
| 2009-2010         | Vigevano          | D                 | 31         | 8          | CI-D            | ?               | ?               | -                  | -                  | -                  | -           | -           | -           | 31     | 8      |        |
| 2010-2011         | Casale            | 2D                | 25         | 3          | CI-LP           | ?               | ?               | -                  | -                  | -                  | -           | -           | -           | 25     | 3      |        |
| 2011-2012         | Casale            | 2D                | 30+2       | 2          | CI-LP           | ?               | 1               | -                  | -                  | -                  | -           | -           | -           | 32     | 3      |        |
| 2012-2013         | Casale            | 2D                | 32         | 5          | CI-LP           | ?               | 1               | -                  | -                  | -                  | -           | -           | -           | 32     | 6      |        |
| Totale Casale     | Totale Casale     | Totale Casale     | 87+2       | 10         |                 | ?               | 2               |                    | -                  | -                  |             | -           | -           | 89     | 12     |        |
| 2013-2014         | Pro Patria        | 1D                | 27         | 2          | CI+CI-LP        | 1+0             | 0               | -                  | -                  | -                  | -           | -           | -           | 28     | 2      |        |
| 2014-2015         | Reggiana          | LP                | 35+2       | 4+1        | CI-LP           | 2               | 2               | -                  | -                  | -                  | -           | -           | -           | 39     | 7      |        |
| 2015-2016         | Reggiana          | LP                | 34         | 6          | CI+CI-LP        | 2+0             | 2               | -                  | -                  | -                  | -           | -           | -           | 36     | 8      |        |
| Totale Reggiana   | Totale Reggiana   | Totale Reggiana   | 69+2       | 10+1       |                 | 4               | 4               |                    | -                  | -                  |             | -           | -           | 75     | 15     |        |
| 2016-2017         | Vicenza           | B                 | 19         | 1          | CI              | 1               | 0               | -                  | -                  | -                  | -           | -           | -           | 20     | 1      |        |
| 2017-2018         | Cittadella        | B                 | 10         | 2          | CI              | 2               | 0               | -                  | -                  | -                  | -           | -           | -           | 12     | 2      |        |
| 2018-2019         | Cittadella        | B                 | 22+4       | 0          | CI              | 2               | 0               | -                  | -                  | -                  | -           | -           | -           | 28     | 0      |        |
| Totale Cittadella | Totale Cittadella | Totale Cittadella | 32+4       | 2          |                 | 4               | 0               |                    | -                  | -                  | -           | -           | -           | 40     | 2      |        |
| 2019-2020         | Pisa              | B                 | 30         | 1          | CI              | 1               | 0               | -                  | -                  | -                  | -           | -           | -           | 31     | 1      |        |
| 2020-2021         | Pisa              | B                 | 31         | 1          | CI              | 1               | 0               | -                  | -                  | -                  | -           | -           | -           | 32     | 1      |        |
| 2021-2022         | Pisa              | B                 | 9+4        | 0          | CI              | 1               | 1               | -                  | -                  | -                  | -           | -           | -           | 14     | 1      |        |
| Totale Pisa       | Totale Pisa       | Totale Pisa       | 70+4       | 2          |                 | 2               | 0               |                    | -                  | -                  | -           | -           | -           | 76     | 2      |        |
| 2022-2023         | Südtirol          | B                 | 14+1       | 0          | CI              | 1               | 0               | -                  | -                  | -                  | -           | -           | -           | 16     | 0      |        |
| 2023-feb. 2024    | Südtirol          | B                 | 1          | 0          | CI              | 0               | 0               | -                  | -                  | -                  | -           | -           | -           | 1      | 0      |        |
| Totale Sudtirol   | Totale Sudtirol   | Totale Sudtirol   | 15+1       | 0          |                 | 1               | 0               |                    | -                  | -                  | -           | -           | -           | 17     | 0      |        |
| feb.-giu. 2024    | Turris            | C                 | 9          | 0          | CI-C            | -               | -               | -                  | -                  | -                  | -           | -           | -           | 9      | 0      |        |
| 2024-2025         | Renate            | C                 | 27         | 0          | CI-C            | 0               | 0               | -                  | -                  | -                  | -           | -           | -           | 27     | 0      |        |
| Totale carriera   | Totale carriera   | Totale carriera   | 386+13     | 36         |                 | 13              | 6               |                    | -                  | -                  | -           | -           | -           | 402    | 42     |        |

## Palmarès

### Club

#### Competizioni giovanili
- Torneo Città di Arco: 1

Atalanta: 2008